# 杭集镇
杭集镇是中国江苏省扬州市广陵区的一个镇，位于扬州市东南部，原属邗江区。东与江都区隔江相望，南接镇江丹徒高桥，南邻头桥镇，镇面积约64平方公里，人口4.48万人，下辖2个居委会，15个行政村。